# پیک روسی
پیک روسی (روسی: Ру́сский ве́стник، ت. «Russkiy Vestnik») عنوان سه مجله‌ای بود که در روسیه در طول سدهٔ نوزدهم و اوایل سدهٔ بیستم منتشر شدند.

## پیک روسی؛ دوره‌های اول و دوم
دورهٔ نخست انتشار پیک روسی مربوط به سال‌های ۱۸۰۸ تا ۱۸۲۰ و سپس ۱۸۲۴ است. این مجلهٔ ماهانه پس از انتقال به مسکو، تحت سردبیری نویسنده سرگئی گلینکا منتشر شد. این نشریه از سوی وزیر و آجودان کل، کنت فیودور روستوپچین حمایت مالی می‌شد و گرایش آن به‌عنوان یک نشریهٔ میهن‌پرستانهٔ پادشاهی‌خواه طبقه‌بندی شده است.
دورهٔ دوم انتشار مربوط به سال‌های ۱۸۴۱ تا ۱۸۴۴ است و در سنت پترزبورگ منتشر شد. در زمان تأسیس، ناشر، سردبیر، روزنامه‌نگار و مفسر سیاسی نیکلای گرچ و همچنین نویسنده، نمایشنامه‌نویس، روزنامه‌نگار و تاریخ‌نگار نیکلای پولووی در آن نقش داشتند. از دیگر همکاران این دوره، تاریخ‌نگار ایوان اسنگیریوف بود.

## پیک روسی؛ دورهٔ سوم

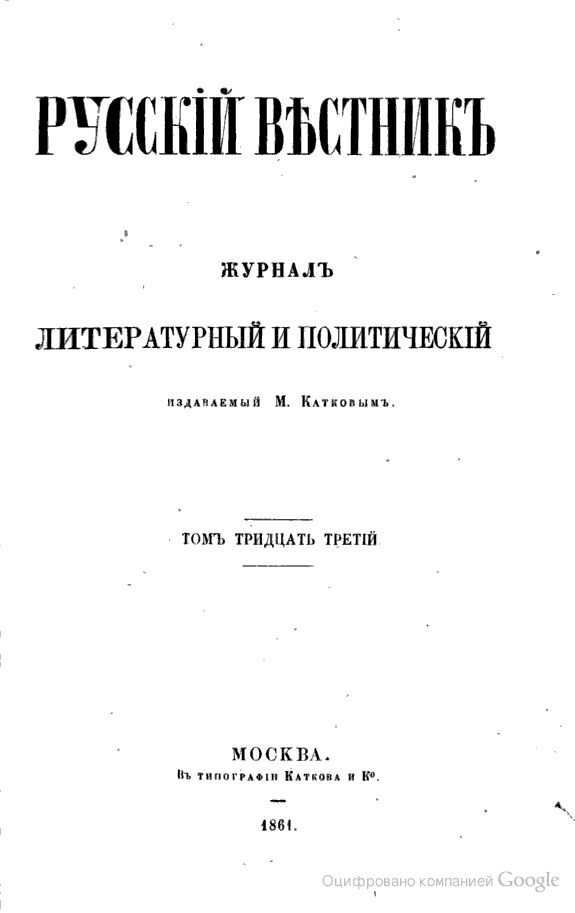
جلد پیک روسی، جلد ۳۳.

دورهٔ سوم انتشار پیک روسی مربوط به سال‌های ۱۸۵۶ تا ۱۸۸۷ است که در مسکو منتشر شد و سپس از ۱۸۸۷ تا ۱۹۰۶ که در سنت پترزبورگ انتشار یافت. برخلاف نسخه‌های پیشین، این مجله دیگر به مقالات تاریخی و نظامی و همچنین موضوعات کلی سیاسی محدود نبود، بلکه خود را به‌عنوان یک نشریهٔ ادبی معرفی کرد و به‌سرعت به یکی از تأثیرگذارترین مجلات نیمهٔ دوم سدهٔ نوزدهم در روسیه تبدیل شد.
این مجله در سال ۱۸۵۶ توسط گروهی از نویسندگان و دانشمندان لیبرال تأسیس شد که در میان آن‌ها میخائیل کاتکوف به‌عنوان سردبیر و همچنین استاد دانشگاه دولتی مسکو پیوتر کودریاوتسف حضور داشتند.
در سال ۱۸۸۷، این نشریه توسط کنت فریدریش فون برگ خریداری شد و به سنت پترزبورگ منتقل گردید، اما وی به دلیل مشکلات مالی، مجله را رها کرد و در نهایت نشریه تعطیل شد.

### میراث
این مجله الهام‌بخش نشریهٔ النفائس العصریه، یک مجلهٔ ادبی و سیاسی عربی بود که بین سال‌های ۱۹۰۸ تا ۱۹۲۳ در اورشلیم منتشر می‌شد.

### آثار منتشرشده
- - میخائیل سالتیکوف-شچدرین
- طرح‌های استانی (۱۸۵۶–۱۸۵۷)
- مرگ پازوخین (۱۸۵۷)
  - ایوان تورگنیف
- در آستانه (۱۸۶۰)
- پدران و پسران (۱۸۶۲)
  - لئو تولستوی
- قزاق‌ها (۱۸۶۳)
- جنگ و صلح (۱۸۶۵–۱۸۶۹)
- آنا کارنینا (۱۸۷۳–۱۸۷۷)
  - فیودور داستایوفسکی
- جنایت و مکافات (۱۸۶۶)
- ابله (۱۸۶۸)
- جن‌زدگان (۱۸۷۱–۱۸۷۲)
- برادران کارامازوف (۱۸۷۹–۱۸۸۰)
  - نیکلای لسکوف
- مردم کلیسا (۱۸۷۲)
- فرشتهٔ مُهر و موم‌شده (۱۸۷۳)
  - هلنا بلاواتسکی
- از غارها و جنگل‌های هندوستان (۱۸۷۹–۱۸۸۶)